# 舍克法區

36°46′17″N 5°57′34″E / 36.7713°N 5.9595°E
舍克法區（阿拉伯语：‎），是阿爾及利亞的行政區，位於該國東北部，由吉傑勒省負責管轄，首府設於舍克法，面積224平方公里，2008年人口52,918，人口密度每平方公里240人。